# Zentai Károly (katona)
Zentai Károly,  Charles Zentai, született Steiner Károly (Budafok, 1921. október 8. – Perth, Ausztrália, 2017. december 13.) a Magyar Királyi Honvédség háborús bűnökkel vádolt katonája.

## Élete
Zentai a második világháború idején zászlósként szolgált a Magyar Királyi Honvédségben. 1944 végén, a nyilas hatalomátvétel idején az az I. számú fogatolt vonatosztály tagjaként az Aréna úti [ma: Dózsa György út] laktanyában volt elszállásolva. Állítások szerint 1944. november 8-án meggyilkolta Balázs Péter zsidó származású 18 éves kőművessegédet. Szemtanúk szerint Balázs nem viselte a kötelezően előírt sárga csillagot, ami akkoriban halállal büntetendő bűncselekménynek számított. A vádak szerint Zentai leszállította a fiút, a laktanyába vitte, majd több társával bántalmazta és később agyonverte. Ezután a testét a Dunába dobták. Zentai állítása szerint a kérdéses időpontban nem is tartózkodott az ország területén.
Balázs apja már 1948. április 19-én feljelentést tett Zentai ellen, aki akkor már Németország amerikai megszállási övezetében tartózkodott. A Budapesti Népbíróság 1948. április 29. napján elfogatóparancsot adott ki ellene, ezt azonban az amerikaiak nem teljesítették, ismeretlen okból. Az apa ezután még sokáig próbálta Zentait bíróság elé állíttatni, ám 1970-ben bekövetkezett haláláig ezt nem sikerült elérnie. Zentai az 1950-es években az amerikai megszállási övezetből Ausztráliába költözött, ahol megkapta az állampolgárságot és haláláig ott élt. Az iratai a Simon Wiesenthal Központhoz kerültek, amely felkutatta Zentait Ausztráliában, hogy bíróság elé állíttathassák. Efraim Zuroff, a központ vezetője régóta foglalkozik az üggyel, és ő látta el információkkal a magyar hatóságokat. 2005. július 8-án az ausztrál rendőrség letartóztatta őt a kiadatási kérelem miatt. A 86 éves Zentai családja úgy nyilatkozott, hogy a rossz egészségi állapotban lévő idős férfi nem élné túl az utat Magyarországra.

## Kiadatási ügye
2007. április 16-án benyújtott fellebbezését elutasították, ami miatt Zuroff örömét fejezte ki. 2007. október 1-jén új bizonyíték került elő, parancsnokának vallomása, melyben egy később elítélt beosztottját nevezte meg bűnösként. 2009. március 2-án sikeresen átment a poligráfos teszten. Az ausztrál kormány november 12-én jóváhagyta Zentai kiadatását, ő azonban fellebbezett, azonban a szövetségi bíróság a döntést 2010. július 2-án első fokon érvénytelenítette, arra hivatkozva, hogy a háborús bűn a cselekmény elkövetése idején még nem szerepelt a magyar jogrendben, így Zentait nem lehet átadni. Ugyanebben az évben óvadék ellenében szabadlábra helyezték.
A bíróság úgy találta, hogy az ausztrál kormánynak nincs hatásköre arra, hogy Zentai kiadatásáról döntsön, főleg, mivel Magyarországon nem emeltek vádat ellene, csupán szembesíteni szeretnék. Az ausztrál belügyminiszter a döntést 2011. január 4-én megfellebbezte a szövetségi bíróságnál, bírói hibára hivatkozva. Az ausztrál legfelsőbb bíróság decemberben döntött arról, hogy a kormánynak erre lehetősége van. Kiadatásának újratárgyalása idején agyvérzés érte. Az ausztrál legfelsőbb bíróság 2012. augusztus 15-én hozott döntése értelmében Zentai nem adható ki Magyarországnak, mivel ott 1944-ben a háborús bűncselekmény még nem volt büntetendő.